# アメリカ喜劇映画ベスト100
アメリカ喜劇映画ベスト100（AFI's 100 Years...100 Laughs）は、AFIが「AFIアメリカ映画100年シリーズ」の一環として2000年に選出したアメリカの喜劇映画の一覧である。

## リスト
| 順位 | 邦題                                                                              | 公開年 | 監督                                                           | 出演                                                                 |
| ---- | --------------------------------------------------------------------------------- | ------ | -------------------------------------------------------------- | -------------------------------------------------------------------- |
| 1    | お熱いのがお好き                                                                  | 1959   | ビリー・ワイルダー                                             | ジャック・レモン、トニー・カーティス、マリリン・モンロー             |
| 2    | トッツィー                                                                        | 1982   | シドニー・ポラック                                             | ダスティン・ホフマン、ジェシカ・ラング                               |
| 3    | 博士の異常な愛情 または私は如何にして心配するのを止めて水爆を愛するようになったか | 1964   | スタンリー・キューブリック                                     | ピーター・セラーズ、ジョージ・C・スコット                            |
| 4    | アニー・ホール                                                                    | 1977   | ウディ・アレン                                                 | ウディ・アレン、ダイアン・キートン                                   |
| 5    | 我輩はカモである                                                                  | 1933   | レオ・マッケリー                                               | マルクス兄弟                                                         |
| 6    | ブレージングサドル                                                                | 1974   | メル・ブルックス                                               | クリーヴォン・リトル、ジーン・ワイルダー                             |
| 7    | M★A★S★H マッシュ                                                                  | 1970   | ロバート・アルトマン                                           | ドナルド・サザーランド                                               |
| 8    | 或る夜の出来事                                                                    | 1934   | フランク・キャプラ                                             | クラーク・ゲーブル、クローデット・コルベール                         |
| 9    | 卒業                                                                              | 1967   | マイク・ニコルズ                                               | ダスティン・ホフマン、キャサリン・ロス、アン・バンクロフト           |
| 10   | フライングハイ                                                                    | 1980   | ジェリー・ザッカー、ジム・エイブラハムズ、デヴィッド・ザッカー | ロバート・ヘイズ、ジュリー・ハガティ、レスリー・ニールセン           |
| 11   | プロデューサーズ                                                                  | 1968   | メル・ブルックス                                               | ゼロ・モステル、ジーン・ワイルダー                                   |
| 12   | オペラは踊る                                                                      | 1935   | サム・ウッド                                                   | マルクス兄弟                                                         |
| 13   | ヤング・フランケンシュタイン                                                      | 1974   | メル・ブルックス                                               | ジーン・ワイルダー、ピーター・ボイル                                 |
| 14   | 赤ちゃん教育                                                                      | 1938   | ハワード・ホークス                                             | キャサリン・ヘプバーン、ケーリー・グラント                           |
| 15   | フィラデルフィア物語                                                              | 1940   | ジョージ・キューカー                                           | キャサリン・ヘプバーン、ケーリー・グラント、ジェームズ・ステュアート |
| 16   | 雨に唄えば                                                                        | 1952   | ジーン・ケリー                                                 | ジーン・ケリー、ドナルド・オコナー、デビー・レイノルズ               |
| 17   | おかしな二人                                                                      | 1968   | ジーン・サックス                                               | ジャック・レモン、ウォルター・マッソー                               |
| 18   | キートンの大列車追跡                                                              | 1927   | バスター・キートン、クライド・ブラックマン                     | バスター・キートン                                                   |
| 19   | ヒズ・ガール・フライデー                                                          | 1940   | ハワード・ホークス                                             | ケーリー・グラント、ロザリンド・ラッセル                             |
| 20   | アパートの鍵貸します                                                              | 1960   | ビリー・ワイルダー                                             | ジャック・レモン、シャーリー・マクレーン                             |
| 21   | ワンダとダイヤと優しい奴ら                                                        | 1988   | チャールズ・クライトン                                         | ジョン・クリーズ、ジェイミー・リー・カーティス、ケヴィン・クライン   |
| 22   | アダム氏とマダム                                                                  | 1949   | ジョージ・キューカー                                           | スペンサー・トレイシー、キャサリン・ヘプバーン、                     |
| 23   | 恋人たちの予感                                                                    | 1989   | ロブ・ライナー                                                 | ビリー・クリスタル、メグ・ライアン                                   |
| 24   | ボーン・イエスタデイ                                                              | 1950   | ジョージ・キューカー                                           | ウィリアム・ホールデン、ジュディ・ホリデイ                           |
| 25   | 黄金狂時代                                                                        | 1925   | チャールズ・チャップリン                                       | チャールズ・チャップリン                                             |
| 26   | チャンス                                                                          | 1979   | ハル・アシュビー                                               | ピーター・セラーズ、シャーリー・マクレーン                           |
| 27   | メリーに首ったけ                                                                  | 1998   | ファレリー兄弟                                                 | ベン・スティラー、キャメロン・ディアス                               |
| 28   | ゴーストバスターズ                                                                | 1984   | アイヴァン・ライトマン                                         | ビル・マーレイ、ダン・エイクロイド、ハロルド・ライミス               |
| 29   | スパイナル・タップ                                                                | 1984   | ロブ・ライナー                                                 | クリストファー・ゲスト                                               |
| 30   | 毒薬と老嬢                                                                        | 1944   | フランク・キャプラ                                             | ケーリー・グラント、ジョセフィン・ハル                               |
| 31   | 赤ちゃん泥棒                                                                      | 1987   | ジョエル・コーエン                                             | ニコラス・ケイジ、ホリー・ハンター                                   |
| 32   | 影なき男                                                                          | 1934   | W・S・ヴァン・ダイク                                           | ウィリアム・パウエル、マーナ・ロイ                                   |
| 33   | モダン・タイムス                                                                  | 1936   | チャールズ・チャップリン                                       | チャールズ・チャップリン                                             |
| 34   | 恋はデジャ・ブ                                                                    | 1993   | ハロルド・ライミス                                             | ビル・マーレイ、アンディ・マクダウェル                               |
| 35   | ハーヴェイ                                                                        | 1950   | ヘンリー・コスター                                             | ジェームズ・ステュアート、ジョセフィン・ハル                         |
| 36   | アニマル・ハウス                                                                  | 1978   | ジョン・ランディス                                             | ジョン・ベルーシ                                                     |
| 37   | 独裁者                                                                            | 1940   | チャールズ・チャップリン                                       | チャールズ・チャップリン                                             |
| 38   | 街の灯                                                                            | 1931   | チャールズ・チャップリン                                       | チャールズ・チャップリン                                             |
| 39   | サリヴァンの旅                                                                    | 1941   | プレストン・スタージェス                                       | ジョエル・マクリー、ヴェロニカ・レイク                               |
| 40   | おかしなおかしなおかしな世界                                                      | 1963   | スタンリー・クレイマー                                         | スペンサー・トレイシー、ミルトン・バール                             |
| 41   | 月の輝く夜に                                                                      | 1987   | ノーマン・ジュイソン                                           | シェール、ニコラス・ケイジ                                           |
| 42   | ビッグ                                                                            | 1988   | ペニー・マーシャル                                             | トム・ハンクス                                                       |
| 43   | アメリカン・グラフィティ                                                          | 1973   | ジョージ・ルーカス                                             | リチャード・ドレイファス                                             |
| 44   | 襤褸と宝石                                                                        | 1936   | グレゴリー・ラ・カーヴァ                                       | ウィリアム・パウエル、キャロル・ロンバード                           |
| 45   | ハロルドとモード 少年は虹を渡る                                                   | 1972   | ハル・アシュビー                                               | ルース・ゴードン                                                     |
| 46   | マンハッタン                                                                      | 1979   | ウディ・アレン                                                 | ウディ・アレン、ダイアン・キートン、メリル・ストリープ               |
| 47   | シャンプー                                                                        | 1975   | ハル・アシュビー                                               | ウォーレン・ベイティ、ジュリー・クリスティ                           |
| 48   | 暗闇でドッキリ                                                                    | 1964   | ブレイク・エドワーズ                                           | ピーター・セラーズ                                                   |
| 49   | 生きるべきか死ぬべきか                                                            | 1942   | エルンスト・ルビッチ                                           | キャロル・ロンバード、ジャック・ベニー                               |
| 50   | キャット・バルー                                                                  | 1965   | エリオット・シルヴァースタイン                                 | ジェーン・フォンダ、リー・マーヴィン                                 |
| 51   | 七年目の浮気                                                                      | 1955   | ビリー・ワイルダー                                             | マリリン・モンロー、トム・イーウェル                                 |
| 52   | ニノチカ                                                                          | 1939   | エルンスト・ルビッチ                                           | グレタ・ガルボ、メルヴィン・ダグラス                                 |
| 53   | ミスター・アーサー                                                                | 1981   | スティーヴ・ゴードン                                           | ダドリー・ムーア、ライザ・ミネリ、ジョン・ギールグッド               |
| 54   | モーガンズ・クリークの奇跡                                                        | 1944   | プレストン・スタージェス                                       | エディ・ブラッケン、ベティ・ハットン                                 |
| 55   | レディ・イヴ                                                                      | 1941   | プレストン・スタージェス                                       | バーバラ・スタンウィック、ヘンリー・フォンダ                         |
| 56   | 凸凹フランケンシュタインの巻                                                      | 1948   | チャールズ・T・バートン                                        | バッド・アボット、ルウ・コステロ                                     |
| 57   | ダイナー                                                                          | 1982   | バリー・レヴィンソン                                           | スティーヴ・グッテンバーグ、ミッキー・ローク、ケヴィン・ベーコン     |
| 58   | かぼちゃ大当たり                                                                  | 1934   | ノーマン・Z・マクロード                                        | W・C・フィールズ                                                     |
| 59   | マルクス一番乗り                                                                  | 1937   | サム・ウッド                                                   | マルクス兄弟                                                         |
| 60   | 天国漫歩                                                                          | 1937   | ノーマン・Z・マクロード                                        | ケーリー・グラント、コンスタンス・ベネット                           |
| 61   | おかしなおかしな大追跡                                                            | 1972   | ピーター・ボグダノヴィッチ                                     | バーバラ・ストライザンド、ライアン・オニール                         |
| 62   | キートンの探偵学入門                                                              | 1924   | バスター・キートン                                             | バスター・キートン                                                   |
| 63   | ビバリーヒルズ・コップ                                                            | 1984   | マーティン・ブレスト                                           | エディ・マーフィ                                                     |
| 64   | ブロードキャスト・ニュース                                                        | 1987   | ジェームズ・L・ブルックス                                      | ホリー・ハンター、ウィリアム・ハート                                 |
| 65   | 御冗談でショ                                                                      | 1932   | ノーマン・Z・マクロード                                        | マルクス兄弟                                                         |
| 66   | 泥棒野郎                                                                          | 1969   | ウディ・アレン                                                 | ウディ・アレン                                                       |
| 67   | ミセス・ダウト                                                                    | 1993   | クリス・コロンバス                                             | ロビン・ウィリアムズ、サリー・フィールド                             |
| 68   | 新婚道中記                                                                        | 1937   | レオ・マッケリー                                               | ケーリー・グラント、アイリーン・ダン                                 |
| 69   | ウディ・アレンのバナナ                                                            | 1971   | ウディ・アレン                                                 | ウディ・アレン、ルイーズ・ラサー                                     |
| 70   | オペラハット                                                                      | 1936   | フランク・キャプラ                                             | ケーリー・グラント、ジーン・アーサー                                 |
| 71   | ボールズ・ボールズ                                                                | 1980   | ハロルド・ライミス                                             | チェビー・チェイス、ビル・マーレイ                                   |
| 72   | ウチの亭主と夢の宿                                                                | 1948   | ヘンリー・C・ポッター                                          | ケーリー・グラント、マーナ・ロイ                                     |
| 73   | いんちき商売                                                                      | 1931   | ノーマン・Z・マクロード                                        | マルクス兄弟                                                         |
| 74   | 9時から5時まで                                                                    | 1980   | コリン・ヒギンズ                                               | ジェーン・フォンダ、リリー・トムリン、ドリー・パートン               |
| 75   | わたしは別よ                                                                      | 1933   | ローウェル・シャーマン                                         | ケーリー・グラント、メイ・ウエスト                                   |
| 76   | ビクター/ビクトリア                                                               | 1982   | ブレイク・エドワーズ                                           | ジュリー・アンドリュース、ジェームズ・ガーナー                       |
| 77   | パームビーチ・ストーリー                                                          | 1942   | プレストン・スタージェス                                       | ジョエル・マクリー、クローデット・コルベール                         |
| 78   | モロッコへの道                                                                    | 1942   | デヴィッド・バトラー                                           | ボブ・ホープ、ビング・クロスビー、ドロシー・ラムーア                 |
| 79   | ロイドの人気者                                                                    | 1925   | サム・テイラー、フレッド・ニューメイヤー                       | ハロルド・ロイド                                                     |
| 80   | スリーパー                                                                        | 1973   | ウディ・アレン                                                 | ウディ・アレン、ダイアン・キートン                                   |
| 81   | 海底王キートン                                                                    | 1924   | バスター・キートン、ドナルド・クリスプ                         | バスター・キートン                                                   |
| 82   | プライベート・ベンジャミン                                                        | 1980   | ハワード・ジーフ                                               | ゴールディ・ホーン、アイリーン・ブレナン                             |
| 83   | 花嫁の父                                                                          | 1950   | ヴィンセント・ミネリ                                           | スペンサー・トレイシー、ジョーン・ベネット、エリザベス・テイラー     |
| 84   | ゴー!ゴー!アメリカ 我ら放浪族                                                     | 1985   | アルバート・ブルックス                                         | アルバート・ブルックス、ジュリー・ハガティ                           |
| 85   | 晩餐八時                                                                          | 1933   | ジョージ・キューカー                                           | ジョン・バリモア                                                     |
| 86   | シティ・スリッカーズ                                                              | 1991   | ロン・アンダーウッド                                           | ビリー・クリスタル、ブルーノ・カービー、ダニエル・スターン           |
| 87   | 初体験/リッジモント・ハイ                                                         | 1982   | エイミー・ヘッカーリング                                       | ショーン・ペン、ジェニファー・ジェイソン・リー、フィービー・ケイツ   |
| 88   | ビートルジュース                                                                  | 1988   | ティム・バートン                                               | マイケル・キートン、アレック・ボールドウィン、ジーナ・デイヴィス     |
| 89   | 天国から落ちた男                                                                  | 1979   | カール・ライナー                                               | スティーヴ・マーティン、バーナデット・ピーターズ                     |
| 90   | 女性No.1                                                                          | 1942   | ジョージ・スティーヴンス                                       | スペンサー・トレイシー、キャサリン・ヘプバーン                       |
| 91   | ふたり自身                                                                        | 1972   | エレイン・メイ                                                 | チャールズ・グローディン、シビル・シェパード                         |
| 92   | 教授と美女                                                                        | 1941   | ハワード・ホークス                                             | ゲイリー・クーパー、バーバラ・スタンウィック                         |
| 93   | ファーゴ                                                                          | 1996   | ジョエル・コーエン                                             | フランシス・マクドーマンド                                           |
| 94   | メイム叔母さん                                                                    | 1958   | モートン・ダコスタ                                             | ロザリンド・ラッセル                                                 |
| 95   | 大陸横断超特急                                                                    | 1976   | アーサー・ヒラー                                               | ジーン・ワイルダー、ジル・クレイバーグ                               |
| 96   | 極楽発展倶楽部                                                                    | 1933   | ウィリアム・A・サイター                                        | スタン・ローレル、オリヴァー・ハーディ                               |
| 97   | さよならゲーム                                                                    | 1988   | ロン・シェルトン                                               | ケヴィン・コスナー、スーザン・サランドン、ティム・ロビンス           |
| 98   | ダニー・ケイの黒い狐                                                              | 1956   | メルヴィン・フランク、ノーマン・パナマ                         | ダニー・ケイ                                                         |
| 99   | 底抜け大学教授                                                                    | 1963   | ジェリー・ルイス                                               | ジェリー・ルイス、ステラ・スティーヴンス                             |
| 100  | グッドモーニング, ベトナム                                                        | 1987   | バリー・レヴィンソン                                           | ロビン・ウィリアムズ、フォレスト・ウィテカー                         |